# Blue Bonnet Barn Dance

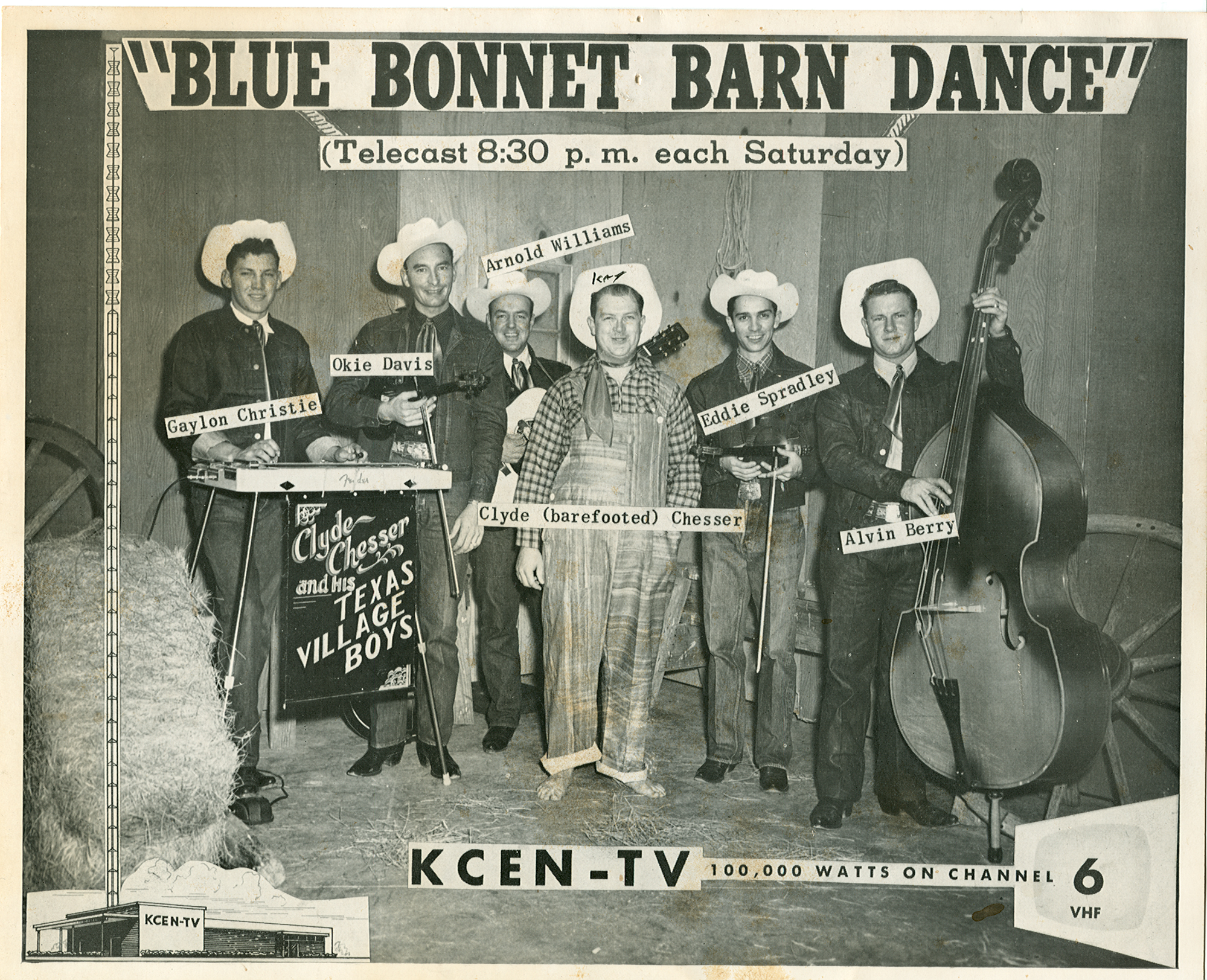
Clyde Chesser and his Texas Village Boys

Der Blue Bonnet Barn Dance war eine US-amerikanische Country-Sendung, die von KCEN-TV aus Temple, Texas, gesendet wurde.

## Geschichte
Der Blue Bonnet Barn Dance startete im November 1953 in Temple, Texas, mit der Gründung von KCEN. Anderen Quellen nach wurde die Show in Waco, Texas, abgehalten. Die Show wurde von Harry Stone geleitet, der vorher schon bei WSMs Grand Ole Opry und bei KSTPs Sunset Valley Barn Dance gearbeitet hatte. Moderiert und geführt wurde der Barn Dance von Clyde Chesser und dessen Band, den Texas Village Boys.
Die Show wurde von dem Fernsehsender KCEN-TV über Channel 6 ab halb acht samstagabends ausgestrahlt. Jede Ausgabe wurde von ungefähr 140.000 Leuten am Bildschirm verfolgt und wurde bis 1955 so populär, dass man Karten für die Show vier Wochen vorher bestellen musste, wenn man live im Publikum sitzen wollte.
Heute ist der Blue Bonnet Barn Dance nicht mehr auf Sendung – er wurde bereits Ende der 1950er-Jahre abgesetzt. Clyde Chesser wechselte Anfang der 1960er-Jahre zu KOKE in Austin, Texas, wo er das CC Jubilee moderierte. Im Laufe der Jahre veränderte sich das Musik- und Unterhaltungsgeschäft und die Sender änderten ihr Programm. KCEN-TV ist heute ein Nachrichtensender und wird über NBC national verbreitet.

## Gäste und Mitglieder
- Jim DeCap[2]
- Wanda Gann
- The Diamond Twins
- Clyde Chesser and his Texas Village Boys